# Алі ібн Ганія
Алі ібн Ісхак ібн Ганія (араб. علي بن إسحاق بن غانية; д/н — 1188) — емір Майоркської тайфи у 1184—1185 роках.

## Життєпис
Походив з династії Альморавідів, гілки Ганія. Син Ісхака, еміра Майоркської тайфи. 1184 року після смерті останнього трон посів брат Алі — Мухаммад II. Втім того ж року Алі очолив повстання проти брата, оскільки той вирішив визнати зверхність Альмохадів, що закріпилися в Аль-Андалусі.
Емір Алі недовго перебував на Майорці. Він вирішив кинути виклик Альмохадам в Магрибі. Вже 1184 року висадився біля Беджаї в Алжирі, яку легко захопив через відсутність потужної залоги. Після цього призначив брата Талху намісником Балеарських островів. На бік Алі перейшли племена бану-хаммад. бану-хілал, бану-рійя, архбадж і юзам. За цим було захоплено міста Алжир, Калу, Ашир, Міліану, взято в облогу  Бад ель-Хаву.
Втім 1185 року альмохадський халіф Абу Юсуф Якуб аль-Мансур пеерйшов у наступ, відвоювавши усі міста в Магрибі. Також брат Алі — Мухаммад — відвоював трон Майорки. Алі перетнув гори Орес, створивши базу біля міста Джарид. Потім відступив до Іфрикії, де перетягнув на свій бік місцеві берберські племена та малюків, до 1187 року підкоривши Кайруан та Триполітанію. але міста Туніс і Махдія не вдалося захопити. Алі звернувся до Ахмад ан-Насір Лідініллаха, багдадського халіфа, де визнав його зверхність. 1187 року його брат Абдаллах, рушивши з Африки, захопив Майорку.
24 червня на рівнині аль-Умра Алі завдав поразки халіфу аль-Мансуру. Але 14 жовтня того ж року в битві біля Гадесу війська Алі зазнали поразки. Він втік до Феццану, де отаборився в декількох оазах. 1188 року знову вдерся до Іфрікії. Того ж року під час чергової військової кампанії помер. Йому спадкував брат Ях'я.